# Anupama Deshpande
Anupama Deshpande es una cantante de playback india, ha cantado para el Bollywood y fue ganadora del premio Filmfare, en la que fue nominada como la mejor intérprete femenina. Ella se hizo conocer con sus primeros temas musicales como "Sohni Chenab De" para la película titulada "Sohni Mahiwal" (1984). Esta canción fue originalmente escrita y compuesta para que lo cantara Asha Bhosle. Tras escuchar esta canción Asha Bhosle, aconsejó de conservar este tema musical como lo fue en la voz de Anupama Deshpande, dando así un crédito al talento para el canto del Anupama.  Ella ha interpretado un total de 124 canciones para 92 películas. She has sung a total of 124 songs in 92 films.

## Canciones
- "Sohni Chinab Di" from Sohni Mahiwal
- "Mee Aaj Nahatana" from Nirmala Machindra Kamble
- "Bhiyu Nako" Nirmala Machindra Kamble
- "Gabhru Nako" Nirmala Machindra Kamble
- "Mera Peshha Kharab Hai" from Bhediyon Ka Samooh
- "Parvat Se Jhan" from Bhediyon Ka Samooh
- "Humko Aaj Kal Hai" from Sailaab
- "Tum Mere Ho" from Tum Mere Ho
- "Main Teri Rani (short version)" from Lootere
- "O Yaara Tu Hai Pyaarose bhi Pyaara" from Kassh
- "Bicchua" from Arth
- "Aankh mein Noor hai" from Yaa Ali Madad (Ismaili Geets)
- "Tumse Mile Bin" from Kabja